# Bergens domkyrka

Bergens domkyrka (norska: Bergen domkirke) är en långkyrka från 1150 i staden Bergen i landskapet Midthordland i Vestland fylke i västra Norge.
Kyrkan, som har 1 000 platser, tillhörde under senmedeltiden ett franciskankonvent. Kyrkan brann 1248, 1270 och åter 1463/64 och var i ruiner då den 1537 blev domkyrka. Den tidigare domkyrkan var Kristkirken på Holmen i Bergen som revs 1531. 

## Domkyrkoorganister
| Period    | Namn                                        | Levnadstid | Övrigt |
| --------- | ------------------------------------------- | ---------- | ------ |
| 1530–1566 | Niels [Mogensson, Magnusson]                |            |        |
| 1636–1645 | Lucas Hardenbeck                            |            |        |
| 1675–     | Joachim Adler                               |            |        |
| 1675–1716 | Stephen Nielsen Koch                        | Död 1716   |        |
| 1716–     | Johan Meyer (Meijer)                        |            |        |
| 1724–1749 | Israel Rohde                                | 1684–1780  |        |
| 1749–1775 | Johan Gottlieb Wernche (Werniche, Wernicke) | 1728–1775  |        |
| 1775–1820 | Johan Joachim Warncke                       | 1744–1820  |        |
| 1820–1825 | Friderich Bøschen                           | 1771–1825  |        |
| 1826–1832 | Gottfried Bohr                              | 1773–1832  |        |
| 1832–1849 | Jørgen Meldahl Reimers                      | 1797–1849  |        |
| 1833–     | Ferdinand Giovanni Schediwy                 | 1804–1877  |        |